# Villereau (Noorderdepartement)
Villereau is een gemeente in het Franse Noorderdepartement (regio Hauts-de-France) en telt 742 inwoners (2004). De plaats maakt deel uit van het arrondissement Avesnes-sur-Helpe.

## Geografie
De oppervlakte van Villereau bedraagt 5,5 km², de bevolkingsdichtheid is 134,9 inwoners per km².
Onderstaande figuur toont het verloop van het inwonertal (bron: INSEE-tellingen).